# Castello di Gidleigh
Il castello di Gidleigh (in inglese Gidleigh Castle) è un maniero fortificato ubicato nel piccolo villaggio di Gidleigh, posto al margine di Dartmoor, circa 3 km a nordovest della città di Chagford, Devon.

## Storia
Il maniero fortificato fu costruito da William de Prouz attorno al 1324. Oggi è in rovina e le rovine (si conservano due piani del dongione, una sala colonnata sotterranea e una sala al primo piano) sono classificate di I grado.